# Јана Маричић
Јана Маричић (Београд, 4. октобар 1984) српска је позоришна редитељка.

## Биографија
Дипломирала је позоришну и радио режију на Факултету драмских уметности у Београду у класи професора Славенка Салетовића и Иве Милошевић. Докторанд је на Факултету за медије и комуникације на студијском програму за трансдисциплинарне студије савремене уметности и медија.
Режирала је у Југословенском драмском позоришту, Битеф театру, Позоришту "Бошко Буха", Народном позоришту у Сомбору, Народном позоришту у Кикинди, Књажевско-српском театру у Крагујевцу. Осим позоришта режира и у другим медијима.

## Театрографија
- Грегори Берк: Курве (Hoors), Народно позориште, Сомбор, 7. фебруар 2014.
- Николај Кољада: Бајка о мртвој царевој кћери (Сказка о мёртвой царевне), Битеф театар, Београд, 16. мај 2014.
- Норм Фостер: Пази шта желиш (The Love List), Театар на брду, Београд, 10. фебруар 2016.
- Ауторски пројекат Кадињача, Установа културе "Стари град", Пароброд театар, Београд, 6. април 2016.
- Нил Лабјут: Судњи дан (Mercy Seat), Југословенско драмско позориште, Београд, 18. новембар 2017.
- Ерленд Лу: Питам се, питам, колико сам битан (Kurt, quo vadis?), Позориште "Бошко Буха", Београд, 1. април 2018.[2]
- Торстен Бухштајнер: Североисток (Nordost), Битеф театар, Београд и Беоарт, Београд, 14. април 2018.
- Коста Трифковић: Избирачица, Народно позориште, Кикинда, 20. октобар 2018.
- Иван Илић, Слободан Обрадовић: Пећина, Установа културе "Вук Стефановић Караџић", Београд, 26. јун 2019.
- Јован Стерија Поповић: Женидба и удадба, Књажевско-српски театар, Крагујевац, 10. децембар 2019.
- Вернер Шваб: Председнице (Die Präsidentinnen), Народно позориште, Сомбор, 19. септембар 2020.
- Венко Андоновски: Изрешетане душе, Велики школски час, Шумарице, Спомен-парк "Крагујевачки октобар", Крагујевац, 21. октобар 2020.
- Николај Васиљевич Гогољ: Ревизор, Књажевско-српски театар, Крагујевац, 27. мај 2021.
- Драгослав Михаиловић: Петријин венац (монодрама), Театар на Брду, Београд, 21. октобар 2021.[3]
- Ана Ђорђевић: Чардак ни на небу ни на земљи, Позориште "Бошко Буха", Београд, 9. април 2022.[4]
- Јасмина Реза: Бог масакра, Народно позориште Суботица, 21. мај 2022.[5]
- Ана Ђорђевић: Човјек висине, Беоарт, Београд и Народна библиотека Будва, 5. септембар 2022. (Будва), 8. октобар 2022. (Београд)[6]
- Патрик Марбер: Ближе, Мудра арт продукција, Београд и Град Нови Сад, 30. децембар 2022. (Камерна сцена СНП Нови Сад)
- Ана Ђорђевић: Заједно, Српско народно позориште Нови Сад, Беоарт, Београд, Центар за културу Тиват и Културни центар Панчева, 6. август 2023. (Тиват), 13. септембар 2023. (Нови Сад)[7]
- Џона Адамс: Гидионов чвор, Београдско драмско позориште, 20. фебруар 2024.[8]
- Борисав Станковић: Коштана, Народно позориште Ниш, 11. март 2024.[9]
- Јасминка Петровић: Секс за почетнике, Позориште младих Нови Сад, 27. април 2024.[10]
- Иво Брешан: Представа Хамлета у селу Мрдуша Доња, Народно позориште Приштина, Српска драма, 24. фебруар 2025.[11]